# Semerchet
Semerchet – faraon starożytnego Egiptu z I dynastii.

## Lata panowania
- ? – 2960 p.n.e. (Grimal)
- 2886–2878 p.n.e. (Kwiatkowski)
- 2890–2870 p.n.e. (Schneider)

Mógł być synem Dena i królowej Merneit oraz bratem poprzedniego władcy Anedżiba.  Inna teoria mówi, że był synem królowej Betrest oraz Anedżiba, jeszcze inna, że jego ojciec był faktycznie nieznany.
Uważa się go za uzurpatora, jego imię nie jest wymieniane np. na Liście Królów w Sakkarze, a następca faraon Ka’a, kazał niszczyć inskrypcje z jego imieniem. Przyjęta przez Semercheta tytulatura królewska może świadczyć o jego karierze religijnej w okresie przed przejęciem władzy. Wstąpił na tron prawdopodobnie w zaawansowanym wieku. Panował także, w stosunku do innych władców I dynastii, stosunkowo krótko gdyż tylko 8 lat i kilka miesięcy. W jego skromnym grobie w Abydos znaleziono wiele naczyń, z których prawie wszystkie należały do Merneit, Dena i Anedżiba, z czego tylko na naczyniach Dena pozostawione zostały imiona tego władcy, imiona Merneit i Anedżiba zostały zatarte.
Prawdopodobnie Semerchet nie był zadowolony z długich rządów brata i starał się zatrzeć wspomnienia po nim. Podobnie potraktował matkę, która prawdopodobnie poparła pretensje do tronu jego brata. Szacunkiem darzył jedynie ojca. Semerchet  nie nosił także tytułu „nebui” (Dwaj Władcy) wprowadzonego przez Anedżiba, lecz nosił tytuł króla Górnego i Dolnego Egiptu oraz imię nebti (Dwu Pań), a więc tytuły używane przez Dena.
W polityce wewnętrznej i zagranicznej kontynuował politykę poprzedników, panowanie jego nie wyróżniało się niczym szczególnym – wysyłał wyprawy na Synaj, brał udział w uroczystościach religijnych połączonych ze ściąganiem danin i podatków.

## Tytulatura
Nomen władcy zapisany na Liście Królów z Abydos odczytuje się jako Semsu: 
|       |
| \| \| |
|       |
| C19   |

| C19 |

|       |
| \| \| |
|       |
| C19   |

| C19 |

zaś wariant zapisany na Papirusie Turyńskim w zależności od opracowań Semu lub Semsem:
|                |     |     |     |
| \| \| \| \| \| |     |     |     |
|                |     |     |     |
| S29            | G17 | S29 | G17 |

| S29 | G17 | S29 | G17 |

|                |     |     |     |
| \| \| \| \| \| |     |     |     |
|                |     |     |     |
| S29            | G17 | S29 | G17 |

| S29 | G17 | S29 | G17 |

Imię horusowe władcy to Semerchet, co tłumaczy się jako „Troskliwy Przyjaciel”:
| U23 | S29 | F32 |

Znane jest także jego nebti, którego znaczenie jednak pozostaje nieznane:
|          |     |
| \| \| \| |     |
|          |     |
| G16      | A24 |

| G16 | A24 |

|          |     |
| \| \| \| |     |
|          |     |
| G16      | A24 |

| G16 | A24 |

W opracowaniach późniejszych historyków (Maneton) występuje pod zniekształconym mianem Semempses/Semsem.